# R. Dale Butts
R. Dale Butts (* 12. März 1910 in Lamsaco, Kentucky; † 30. Januar 1990 in Santa Monica, Kalifornien) war ein US-amerikanischer Komponist für Filmmusik und Arrangeur.

## Leben
Butt war ab 1928 für 13 Jahre als Pianist und Arrangeur für NBC Radio in Chicago tätig. 1937 heiratete er die Schauspielerin Dale Evans. Die Scheidung erfolgte 1945. Ab 1943 war Butts für mehr als ein Jahrzehnt für Republic Pictures als Music Director und Komponist tätig. Ende der 1950er Jahre zog er sich aus dem Filmgeschäft zurück. Sein Schaffen umfasst mehr als 100 Filmproduktionen.
Er komponierte die Musik für zahlreiche Western mit Roy Rogers in der Hauptrolle. Häufig arbeitete er dabei mit dem Regisseur Joseph Kane zusammen.
Für seine Arbeit an San Francisco Lilly wurde er 1946 gemeinsam mit Morton Scott  für den Oscar in der Kategorie Beste Filmmusik nominiert. 
Butts wurde auf dem Hollywood Forever Cemetery begraben.

## Filmografie (Auswahl)
- 1945: Hitchhike to Happiness
- 1945: San Francisco Lilly (Flame of Barbary Coast)
- 1946: Karten, Kugeln, Banditen (Plainsman and the Lady)
- 1946: Der Bandit von Sacramento (In Old Sacramento)
- 1946: Schüsse auf der Ranch (My Pal Trigger)
- 1946: The Catman of Paris
- 1948: Die rauhen Reiter der furchtlosen Legion (The Gallant Legion)
- 1948: Die Plünderer von Nevada (The Plunderers)
- 1949: Der blonde Tiger (Too Late for Tigers)
- 1949: Überfall auf Expreß 44 (The Last Bandit)
- 1949: Kopfpreis 5000 Dollar (Hellfire)
- 1950: Terror über Colorado (The Savage Horde)
- 1950: In der Hölle von Missouri (California Passage)
- 1950: Mississippi-Express (Rock Island Trail)
- 1951: Apachenschlacht am schwarzen Berge (Oh! Susanna)
- 1951: Der Seewolf von Barracuda (The Sea Hornet)
- 1952: Faustrecht in Minnesota (Woman of the North Country)
- 1952: Der Löwe von Arizona (Toughest Man in Arizona)
- 1952: Feuertaufe Invasion (Thunderbirds)
- 1952: Die Schönste von Montana (Montana Belle)
- 1953: Chicago – 12 Uhr Mitternacht (City That Never Sleeps)
- 1953: Der Cowboy von San Antone (San Antone)
- 1953: Unternehmen Panthersprung (Flight Nurse)
- 1954: Brandmal der Rache (The Outcast)
- 1954: Die Hölle von Silver Rock (Hell's Outpost)
- 1954: Hotel Schanghai (The Shanghai Story)
- 1954: Razzia im Chinesenviertel (Hell's Half Acre)
- 1954: Zorros Schatten – El Latigo (Man With the Steel Whip)
- 1955: Der letzte Indianer (The Vanishing American)
- 1955: Die Mestizin von Santa Fe (Santa Fe Passage)
- 1955: Postraub in Central City (The Road to Denver)
- 1955: Die Ratten von Chicago (I Cover the Underworld)
- 1956: Duell am Apachenpaß (Thunder Over Arizona)
- 1956: Mord in der Sierra Nevada (A Strange Adventure)
- 1956: Der schwarze Mustang (Stranger at my Door)
- 1956: Die Todesschlucht von Laramie (Dakota Incident)
- 1960–61: Am Fuß der Blauen Berge (Laramie) (Fernsehserie)